# Rozvojová spolupráce
Rozvojová spolupráce (ZRS = zahraniční rozvojová spolupráce nebo ODA = official development assistance či zahraniční pomoc) je způsob, kterým vlády či jiné organizace podporují ekonomický, sociální, politický či environmentální rozvoj v rozvojových zemích. Na rozdíl od humanitární pomoci, která reaguje na okamžitou potřebu (např. po přírodních katastrofách, ve válce atd.) má rozvojová spolupráce řešit problémy rozvojových zemí dlouhodobě. Jedná se jak o podporu finanční a materiální (např. stavba škol, nemocnic), tak i předávání know-how (např. vzdělávání učitelů, školení porodních asistentek i státní správy). Termín rozvojová spolupráce nebo rozvojová pomoc je připisován německému spolkovému prezidentovi Lübkemu.
Oproti dříve užívanému termínu rozvojová pomoc je dnes preferováno spojení rozvojová spolupráce, používané Světovou zdravotnickou organizací, které vyjadřuje myšlenku vzájemného partnerství obou aktérů místo dřívějšího předpokladu, ve kterém byl vzájemný vztah dominován know-how a bohatstvím ze strany dárce.
Podle závazku přijatého všemi státy OSN by měly vyspělé země na rozvojovou spolupráci vyčlenit 0,7 procenta svého HND.. V roce 2015 se to podařilo pouze sedmi státům.
Rozvojová spolupráce může být definováno jako bilaterální, tedy přímá spolupráce dvou států, či multilaterální, kdy se do distribuce pomoci zapojují neziskové nebo nevládní organizace. Poměr bilaterální a multilaterální pomoci je 71% ku 29% (data mezi roky 1960-2008).

## Rozsah
Největší část oficiální rozvojové pomoci (ODA) pochází od 30 členů Výboru pro rozvojovou spolupráci, což v roce 2019 bylo 155,9 miliardy USD.. Dohromady tento obnos tvořil 0,3 % z hrubého národního důchodu (HND) těchto zemí. Nejvyšší podíl rozvojové pomoci mělo Lucembursko, a to 1,05% HND. V absolutních číslech největším přispěvatelem v roce 2019 byly Spojené státy, přispívající 34,6 miliard USD. V posledních letech roste podíl rozvojové pomoci pocházející ze zemí, jež nejsou členy DAC a mohou efektivně doplňovat tradiční donory (například díky své relativně nedávné zkušenosti s rozvojem a problémy rozvojových zemí - ) či jim naopak konkurovat v poskytování rozvojové pomoci, mimo jiné odlišností podmínek poskytování. Mezi tyto země patří například Turecko, které přispělo 1,15% HND.
Přibližně 80-85% zahraniční pomoci je ve formě ODA od vládních zdrojů, zbylých 15-20% procent je od soukromých aktérů jako jsou právě neziskové organizace, nadace, charity apod. Většina rozvojové spolupráce pochází z vyspělých zemí. Malou částí rozvojové spolupráce jsou také finanční prostředky od migrantů pracujících v zahraničí, kteří je posílají do zpět do vlasti.
Mezi největší příjemce v roce 2019 patřila Indie (3,9 mld. USD), Afghánistán (2,7 mld. USD), Indonésie (2,5 mld. USD), Sýrie (2,5 mld. USD) a Bangladéš (2,4 mld. USD). Nejméně rozvinuté země světa přitom obdržely 28,4 mld. USD, neboli 23,6 % celkového objemu. Do subsaharské Afriky mířilo 27,4 mld. USD (23 %), do jižní a střední Asie 14,5 mld. USD (12,2 %).

## Historický vývoj
Koncept rozvojové pomoci vzniká na přelomu dvacátého století, zejména ve Velké Británii. Byl reakci na vzájemné vztahy metropole a jednotlivých kolonií Britského impéria. Kolonie byly ekonomicky zodpovědné samy za sebe a jejich roli na vzájemném trhu v rámci impéria určoval ekonomický princip laissez-faire. Pro představu, metropole neinvestovala do svých kolonií. Ty si tak musely hradit nejen infrastrukturu, ale například i platit britské úředníky, kteří v koloniích pobývali. Jejich hlavním zdrojem příjmů byly daně.
S postupným vývojem představy, jako roli má zastávat vláda se začíná objevovat snaha o ekonomickou podporu chudších kolonií a jejich populace. Tento vývoj byl zčásti i důsledkem ekonomické krize po první světové válce. Během ní již zmíněné příjmy z daní začaly velmi intenzivně upadat. Krize vedla i ke zvýšené míře nezaměstnanosti a britská vláda se rozhodla vyřešit oba problémy vydáním Zákona o rozvoji kolonií (Colonial Development Act of 1929) z roku 1929. který ustavil komisi, která naplánovala rozvoj infrastruktury, elektrické sítě či přístupu k pitné vodě, aby podpořila ekonomický potenciál kolonií. Zároveň se tím otevřela cesta k dalším investicím.
Ve třicátých letech se v reakci na nepokoje v Britské západní Indii ukázalo, že tento přístup není dostatečný. Komise vedená Lordem Moynem ve své zprávě z roku 1940 shledala životní podmínky v této oblasti jako strašlivé. Britská vláda se proto rozhodla pro investice,  které měly za cíl zlepšení vzdělání a zdraví obyvatel kolonií. Přijaté zákony od roku 1940 až do šedesátých let pravidelně zvyšovaly míru investic s cílem zlepšit stabilitu regionu. Tento koncept zahraniční pomoci byl po druhé světové válce převzat a zmodernizován.
Moderní rozvojová spolupráce začala po druhé světové válce jako Marshallův plán, jenž nastolil jasnou platformu pro pomoc a pravidla případného využívání za účelem obnovy zemí Evropy. Mimo to byla dalším zemím v Asii, strategicky významným pro Spojené státy, nabídnuta finanční podpora. V roce 1953 byla založena Foreign Operations Administration (FOA), jež byla v roce 1961 přetvořena v USAID (U.S. Agency for International Development), která působí dodnes po celém světě.
V roce 1960 byl v rámci OECD, která je nástupcem implementační organizace Marshallova plánu, založen Výbor pro rozvojovou spolupráci (Development Assistance Committee - DAC). Dnes je jeho součástí 30 členů.
Za důležitý prvek, který podpořil vznik a fungování rozvojové pomoci, je snaha jednotlivých dárců o udržení strategického vlivu v jednotlivých zemích přejímajících pomoc. Příkladem budiž analýza z roku 2000, která se zabývá pomocí třech největších dárců, Každý z nich má při rozdělování svá specifika. Japonsko podporovalo státy, které hlasovaly stejně v OSN, Francie podporoval své bývalé kolonie a Spojené státy podporovaly zejména Izrael a Egypt.

## Základní dokumenty rozvojové spolupráce
Rozvojová spolupráce se snaží reagovat na nejpalčivější problémy rozvojových zemí.

### Závazky ze Světového potravinového summitu OSN (Řím, 1996)
Deklarace ze Světového potravinového summitu OSN potvrzuje právo každého člověka na přístup k bezpečnému a výživnému jídlu a také základní právo na to nemít hlad („be free from hunger“) a zároveň přislibuje politickou snahu k dosažení zajištění potravin pro všechny s cílem zbavit se hladu ve všech státech. Nejbližším cílem je stanoveno zredukovat číslo podvyživených lidí na polovinu tehdejšího počtu. (z 815 mil.) do roku 2015.
Tento závazek se ukázal jako nerealistický.

### Agenda 21(Rio de Janeiro, 1992)
Na Konferenci OSN o životním prostředí a rozvoji v Riu byl zástupci 170 zemí (včetně tehdejšího Československa) přijat programový dokument OSN, který se zabývá životním prostředím, s cílem prosazovat udržitelný rozvoj. Zabývá se například sociálními problémy, podporováním ochrany přírody apod. Také je zde definovány prostředky, na základě kterých mohou být tyto cíle implementovány - financování projektů, právní ukotvení apod.
Regionální obdobou tohoto dokumentu je Místní Agenda 21, která slouží k prosazování těchto cílů na regionální úrovni.

### Rozvojové cíle tisíciletí(OSN, 2000)
Ty se OSN pokusilo formulovat v takzvaných Rozvojových cílech tisíciletí. Obecněji lze za hlavní sektory označit:
- omezení světové chudoby
- podpora vzdělání a odstranění negramotnosti
- zlepšení zdraví obyvatel rozvojových zemí, zlepšení systému zdravotnictví
- zlepšení ekonomické situace zemí. Na celostátní úrovni i podpora drobného podnikání (např. formou mikrofinancování). Významnou součástí tohoto bodu je i oddlužení.
- zlepšení stavu životního prostředí
- rozšíření infrastruktury - sítě silnic, železnic i zpřístupnění elektrické energie. Otázka dostupné energie je významnou součástí rozvojové spolupráce a úzce souvisí s výzkumem moderních obnovitelných zdrojů energie.[18]
- demokratizace společnosti, úsilí o dobré vládnutí (tzv. good governance), zlepšení postavení žen ve společnosti (rovnost pohlaví)

### Monterreyský konsensus (2002)
Na základě mezivládní konference v mexickém Monterrey byl vytvořen legálně nezávazný dokument, ve kterém se vlády znovu zavázaly k spolupráci ve snaze odstranit globální chudobu a prosazovat cíle udržitelného rozvoje. Tato konference byla na neúspěch získávání prostředků, které státy přislíbili v deklaraci Rozvojových cílů tisíciletí.

### Pařížská deklarace (2005)
Pařížská deklarace se zaměřila na efektivní využívání již získaných zkušeností v implementaci postupů v rámci rozvojové spolupráce a zároveň vytvořila monitorovací orgán, který měl hodnotit pokrok plnění cílů. Tento monitorovací orgán také zajišťoval vzájemnou odpovědnost dárců a příjemců rozvojové pomoci.

### Cíle udržitelného rozvoje (2015)
V návaznosti na Rozvojové cíle tisíciletí přijalo OSN v září 2015 tzv. Cíle udržitelného rozvoje (Sustainable Development Goals, SDGs), které nastolují světovou rozvojovou agendu do roku 2030.

## Účinnost
Účinnost rozvojových projektů bývá často diskutabilní a jejich konečný dopad těžko vyhodnotitelný. Někdy dochází k úspěchům jednotlivých projektů, avšak agregátní efekt není pozorovatelný.
Vědecká obec je v případě pomoci rozdělená. Jedna skupina tvrdí, že se zahraniční pomoc do rukou chudých v podporovaných státech ani nedostane a může ekonomice těchto států škodit. Vede podle nich například k růstu korupce či vytváření závislosti na donorech.
Druhá skupina zastává názor, že míra pomoci není dostatečná k tomu, abychom na jejím základě dokázali hodnotit její účinnost.
Třetí skupina skupina považuje data o zahraniční pomoci za nedostatečná a až na základě nich by byla schopna rozhodnout a vytvořit efektivnější způsoby využití zahraniční pomoci. Například Banerjee a Duflo považují za problémy poskytování zahraniční pomoci tři body: Ideologii - tedy jednání na základě přesvědčení, ne dat, Nezájem - jednání bez znalosti dopadu na příjemce pomoci a Setrvačnost - v pomoci se pokračuje prostě protože ji nikdo neupravil či nepozastavil.

### Měření účinnosti
Účinnost rozvojové spolupráce lze měřit na třech úrovních - agregátní makroekonomické dopady, účinnost systému na straně poskytovatele a účinnost jednotlivých projektů. Zpřesnění evaluace projektů lze dosáhnout například logickým rámcem.
Účinnost rozvojových projektů je hodnocena následujícími ukazateli:
- dopad (změna stavu)
- relevantnost (adekvátnost projektu pro řešení problému)
- efektivita (míra dosažení cílů)
- udržitelnost (doba pozitivního efektu)
- další využitelnost (pozitivní externality)

### Zvyšování účinnosti
Ke zvýšení účinnosti rozvojové spolupráce se vyjádřila již výše zmíněná Pařížská deklarace z roku 2005. Byly stanoveny základní principy pro zvýšení účinnosti rozvojové pomoci: poskytování pomoci na základě požadavků partnerských zemí, přizpůsobení se programovým dokumentům partnerských zemí, vzájemná koordinace mezi donory, řízení zaměřené na výsledky a posilování vzájemné odpovědnosti.
Accra Agenda for Action v roce 2008 navázala na Pařížskou deklaraci a definovala tři problematické oblasti - nezodpovědnost místních vlád; neefektivní a selektivní partnerství; a nedostatečně průkazné vyhodnocování dopadu rozvojových projektů.
Transparentnost projektů, jako jedna z klíčových záležitostí, lze posílit zjišťováním zdroje a cíle prostředků nebo povahy, obsahu a umístění projektu, aby se tak předcházelo nežádoucím zneužitím systému rozvojové spolupráce.

## Problémy
Navýšení peněžních prostředků bez zlepšení technologií může vést k ekonomicky neefektivním řešením, označovaným jako tzv. holandská nemoc, kdy obyvatelé vlivem přebytku prostředků získaných z rozvojové pomoci (v jiných případech často např. z těžby surovin) zvyšují svou kupní sílu, dochází k apreciaci domácí měny a ostatní výrobní sektory (zemědělství či zpracovatelský průmysl) ztrácejí svou konkurenceschopnost ve vztahu k ostatním zemím. Cesta přerozdělování bývá mnohdy dlouhá a během ní je mnoho příležitostí ke zpronevěře. Jedním z mnoha případů je osoba prezidenta Zaire Mobuta. Ten je známý tím, že během své vlády zpronevěřil zahraniční pomoc v hodnotě mezi 4-6 mld. dolarů. V jiném případě byl v Čadu podporován Světovou bankou projekt Chad Export Project na rozvoj těžby ropy, avšak peníze byly využity na nákup zbraní.
Další kritikou je kulturní ovlivnění Západem, kdy jsou vnucována místním kulturám řešení vycházející z paradigmat Západní kultury. Jindy jsou cílem rozvojové spolupráce přímo zakázky následně přiřknuté západním společnostem, tzv. bílí sloni.
Neoliberální ekonomové Milton Friedman a Peter Bauer již v 60. letech řekli, že mezinárodní rozvojová spolupráce je prostředkem pro přesun peněz chudých k bohatým.
V současnosti se může koncept rozvojové spolupráce zdát jako přežitý, z důvodů přílišné orientace na vklady, nikoliv na skutečné dopady, podporování zjednodušující dichotomie "bohatý Sever - chudý Jih", snižujícího se významu v porovnání s dalšími toky kapitálu, nižším zapojením zemí se středním příjmem a rozsáhlého omezování (a ovlivňování) směřování a obsahu spolupráce.

## Rozvojová spolupráce České republiky
Československo se před rokem 1989 výrazně angažovalo v rozvojovém světě. Tehdy se zaměřovalo zejména na země socialistické nebo uplatňující určité prvky plánovaného hospodářství. Jednalo se zejména o hmotnou (léky, potraviny), technickou pomoc (vysílání odborníků) a stipendia zahraničním studentům.
Tradici pomoci rozvojovým zemím obnovila Česká republika krátce po svém vstupu do OECD. V roce 1995 se výchozí koncepcí pro organizaci rozvojové spolupráce stal vládní dokument Zásady pro poskytování zahraniční pomoci. Ten dával hlavní pravomoci ministerstvům a pro následující léta tak byla typická izolovanost jednotlivých projektů a chybějící koncepce. Docházelo tak k velkému tříštění sil (v letech 1996–2000 byly realizovány významnější projekty ve 40 státech).
Tuto situaci měla zlepšit nová Koncepce zahraniční rozvojové pomoci České republiky na období let 2002–2007 přijata vládou v roce 2002. V té se ČR plně přihlásila k Rozvojovým cílům tisíciletí, programu OSN na omezení světové chudoby. Na dvacet byl omezen počet zemí, na které by se měla česká zahraniční rozvojová spolupráce zaměřit. Zároveň se začala připravovat institucionální změna a při Ústavu mezinárodních vztahů vzniklo Rozvojové středisko, které zajišťovalo koordinaci mezi ministerstvy a odborný dohled. Tato koncepce také počítá se značným zapojením soukromých firem a nevládních a společenských organizací. Ty v roce 2002 vytvořily zastřešující organizaci České fórum pro rozvojovou spolupráci (FoRS).
Další změny přišly po vstupu ČR do EU, zejména v důsledku harmonizace české a evropské legislativy. Došlo k významnému posunu od situace, kdy s rozličnými projekty přicházeli sami realizátoři. Nový přístup vyžaduje, aby vláda (resp. ministerstva) stanovily priority (jak geografické, tak sektorové) a vyhlásila výběrová řízení na jejich uskutečnění. Jako dlouhodobé prioritní země české rozvojové spolupráce byly stanoveny: Angola, Bosna a Hercegovina, Jemen, Moldavsko, Mongolsko, Srbsko a Černá Hora, Vietnam a Zambie. Střednědobými prioritami jsou Afghánistán a Irák.
Další významnou změnou byla transformace Rozvojového střediska do organizace Česká rozvojová agentura (ČRA) k 1. lednu 2008. ČRA se stala implementační agenturou Ministerstva zahraničních věcí ČR pro bilaterální rozvojové projekty ČR. Získala významné pravomoci v oblasti koordinace rozvojové spolupráce, provádění výběrových řízení na jednotlivé projekty a dohledu nad nimi i co se týče komunikace s jednotlivými ministerstvy, nevládním sektorem, Evropskou komisí i širokou veřejností. Od 1. července 2010 je zřízena zákonem č. 151/2010 Sb., o zahraniční rozvojové spolupráci a humanitární pomoci poskytované do zahraničí. 
V roce 2017 byla přijata Koncepce zahraniční rozvojové spolupráce ČR na období 2018-2030, jenž stanovuje nové teritoriální a sektorové priority. Mezi tzv. programové země (s nejvyšší prioritou) řadí Bosnu a Hercegovinu, Etiopii, Gruzii, Kambodžu, Moldavsko a Zambii. Mezi tzv. projektové země potom řadí Afghánistán, Palestinu, Ukrajinu a Sýrii. Sektorové priority obsahují podporu v oblastech:
- řádná demokratická správa věcí veřejných
- udržitelné nakládání s přírodními zdroji
- ekonomická transformace a růst
- zemědělství a rozvoj venkova
- inkluzivní sociální rozvoj

Podle mezinárodních závazků měla Česká republika v roce 2015 na rozvojovou spolupráci vydávat 0,7% svého hrubého národního důchodu. V rámci Evropské unie byl nicméně stanoven pro nové členy nižší závazek 0,33% HND. V letech 2012 - 2018 Česká republika souhrnně vynaložila 5 - 5,5 mld. každý rok, což je v průměru 0,12% HND.